# Richard Artschwager

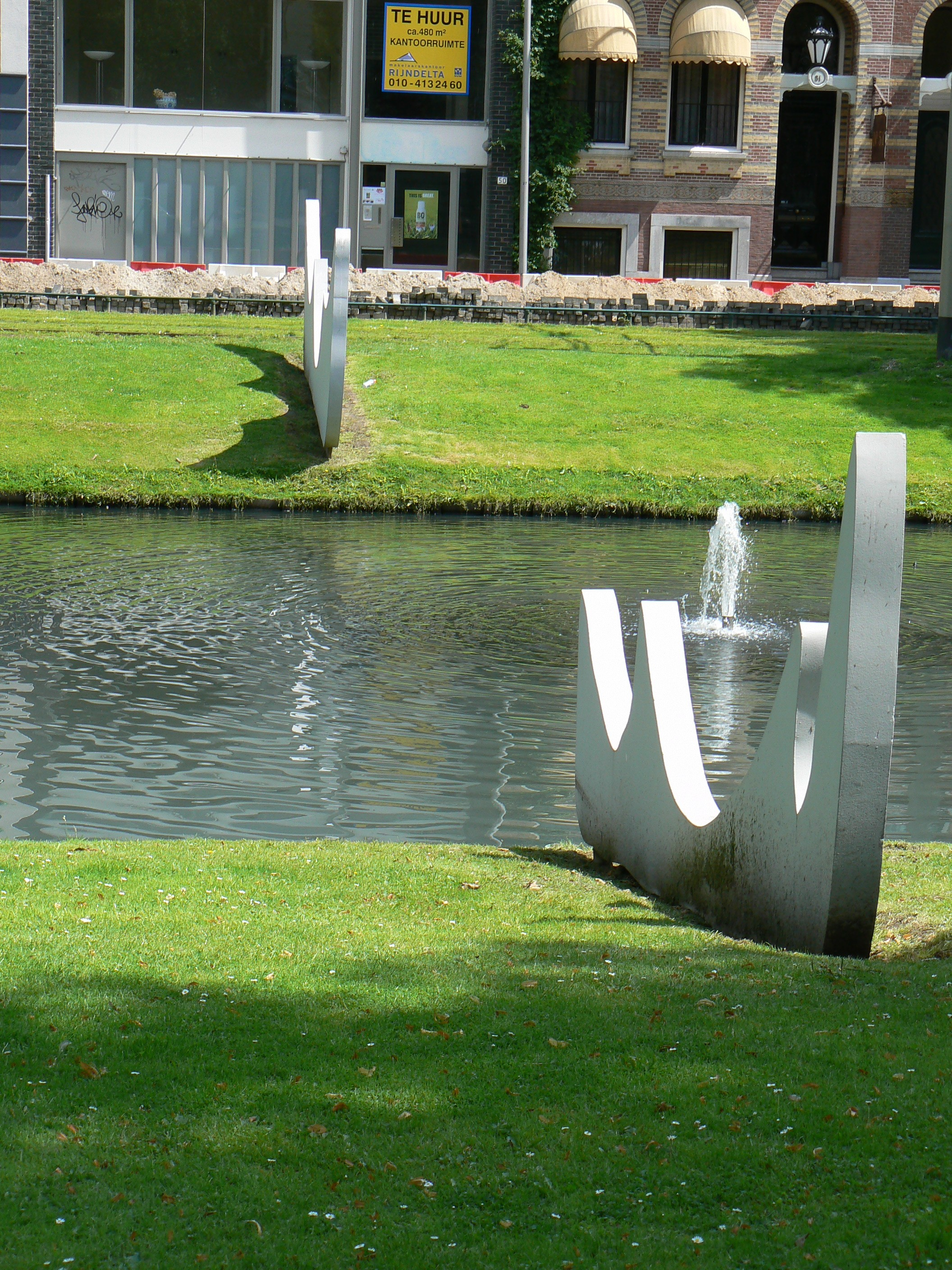
Sculpture à Rotterdam.

Richard Artschwager, né le 26 décembre 1923 à Washington et mort le 9 février 2013 à Albany dans l'État de New York, est un peintre, dessinateur et sculpteur américain.

## Biographie

### Jeunesse et débuts dans l’art
Richard Artschwager est né en 1923 à Washington, de parents immigrés, tous les deux germanophones. Ernst Artschwager, son père, est un protestant né en Prusse, et gravement atteint de la tuberculose. Eugenie Brodsky, sa mère, est une juive ukrainienne, étudiante à la Corcoran School of Art de Washington, puis à l’Académie américaine de design de New York. C’est elle qui transmettra à Richard son amour de l’art. En 1935, la famille déménage au Nouveau-Mexique, à Las Cruces, en raison de la santé qui se dégrade du père. Richard montre déjà un don pour le dessin.
En 1941, Richard Artschwager entre à l’université Cornell, où il étudie la chimie et les mathématiques. À l’automne 1944, il est envoyé en Angleterre et en France, dans le cadre de son service militaire. Blessé au front, on lui attribue un travail administratif à Francfort, puis une mission de contre-espionnage à Vienne, où il rencontre sa femme, Elfriede Wejmelka. Ils se marient en 1946 et rentrent aux États-Unis en 1947. Richard Artschwager retourne alors à la fac et se présente au BA de sciences physiques, en février 1948. Cependant, il regrette l’art et est soutenu dans ce sens par sa femme. Une fois son diplôme acquis, le couple part s’installer à New York. Richard Artschwager devient alors photographe de bébés et sa femme dessinatrice de tissus.
En 1949, Richard Artschwager entre dans l’atelier d’Amédée Ozenfant, un peintre puriste, mettant au-dessus de tout la précision et la rationalité. Au début des années 1950, il abandonne l’art pour travailler, notamment comme tourneur et employé de banque. En 1953, il commence à commercialiser des meubles en grande série, travail qu’il adopte définitivement, la naissance de sa fille l’obligeant à percevoir des revenus réguliers. En 1956, il dessine et fabrique des meubles simples et modernes, qu’il commercialise, jusqu’à ce qu’en 1958, un incendie détruise entièrement son atelier ainsi que tout son contenu. Il contracte alors un gros emprunt pour rétablir son commerce.

### Retour à l’art
Cependant il repense à l’art, à une période où l’expressionnisme abstrait règne en maître. Il s’inscrit dans un atelier de nu et peint des abstractions au format chevalet, dérivées de paysage. Les peintures et dessins de cette période seront exposés en octobre 1959 à la galerie Art Directions, sur Madison Avenue et remarqués par Donald Judd. En 1960, il reçoit une commande de l’Église catholique pour des autels destinés aux bateaux, c’est-à-dire des objets fonctionnels, mais dépassant l’utilitarisme. Cela l’amène à penser à un mode d’expression artistique plus conforme à son identité d’artisan. Il construit à cette période une série d’objets muraux de petite taille en bois et formica. En 1961, il trouve un instantané dans une poubelle. Il quadrille la photo, la transpose et l’agrandit sur la toile. Peu de temps après, en voyant une peinture de Franz Kline, il découvre le celotex comme support, qui permet de mettre en valeur la charge du geste. En 1962, il réalise sa première combinaison de celotex peint et de sculpture (Portrait I et Portrait II).
À la fin de l’année 1963, Richard Artschwager se montre très productif. Chair, un substitut de chaise, en version géométrique, est une œuvre très représentative de cette période : du formica rouge est utilisé pour imiter le rembourrage du dossier.
Au milieu des années 1960, il réalise des petits objets encadrés, entièrement en formica. Il cherche alors à intégrer ou suggérer dans ses premières sculptures la présence humaine. Ces peintures sur celotex de cette période montrent essentiellement des personnages de face. Ses diptyques témoignent de ses premières tentatives d’incorporer l’espace dans le tableau. À partir de 1964, ses tableaux mettent en scène des images de l’environnement, soigneusement encadrés de formica. Il rencontre Ivan Karp et Castelli, deux galeristes qui apprécient son travail et l’exposent dans des expositions collectives au printemps et à l’automne 1964.

### Premières expositions
En janvier 1965, Richard Artschwager a enfin sa première exposition individuelle, chez Castelli. Il explore à ce moment-là les problèmes de perception de l’espace, par une méthode plus élaborée de construction et de décoration. Il travaille également à des autels portatifs. En 1965, le clavier, instrument dont il joue depuis son enfance, fait son apparition dans son œuvre, en tant qu’installation de format architectural. Les efforts de Richard Artschwager se font de plus en plus sophistiqués pour animer l’espace : il exploite au mieux les fonctions traditionnelles et les droits spatiaux du mobilier. Tout au long des années 1960, il réalise de nombreuses peintures figuratives, d’après photographies. Il intègre le temps et le mouvement dans sa peinture et par la suite le procédé perspectif, en tant que convention permettant de créer l’illusion de l’espace.
En 1966, il inaugure une série utilisant du formica marbré brun, série qui sera le sujet de sa deuxième exposition individuelle chez Castelli, à la fin de 1967. L’éloignement de ses travaux de leur origine de meubles est de plus en plus poussé, notamment au travers de ses reliefs muraux. Il continue à produire en parallèle de nombreux tableaux abstraits, qui font référence aux préoccupations spatiales des reliefs muraux marbrés. Il réalise une série de dessins représentant des paysages, dont il se sert pour préparer une exposition commandée par l’université de Californie au printemps 1968. Il les emploie dans quatre formes élémentaires de bois peint en noir, en tant que ponctuation spatiale : c’est la naissance des BLP, agrandissements de signes de ponctuation qui concrétisent le goût croissant de l’artiste pour les références linguistiques. Les BLP seront l’unique sujet de la première exposition individuelle d’Artschwager en Europe, à la galerie Konrad Fischer de Düsseldorf, en 1968.
À la fin de l’année 1968, il participe à l’exposition annuelle de sculpture du Whitney Museum. Il installe des BLPs dans cent endroits différents du musée : ils attirent l’attention sur l’architecture de Breuer et sur les œuvres exposés et interrogent publiquement le contexte institutionnel de l’art.
En 1970, il participe à l’exposition collective Information au Moma.

### Travaux sur la décoration architecturale
Dans les années 1970, le travail de Richard Artschwager s’ouvre sur des motifs architecturaux. Il utilise notamment, lors de la première moitié de la décennie, deux procédés : la fragmentation et l’agrandissement, sur le thème des intérieurs domestiques. Il intègre également des associations de styles variés à ses copies de meuble, s’éloignant progressivement du caractère rudimentaire de ceux-ci.
Durant les années 1971, 1972 et 1973, il explore le thème des intérieurs très bourgeois, qui donnent un sentiment de grande stabilité, tout en travaillant à d’autres tableaux, cette fois-ci sur l’instabilité. Richard Artschwager intègre la dissolution visuelle de tout dessin sur du celotex en réalisant 6 peintures de la démolition à l’explosif de l'hôtel Traymore à Atlantic City, en utilisant des reportages photographiques.
En 1974, il élabore des motifs architecturaux plus classiques, compromis entre l’immobilité des intérieurs et la désintégration en cours des destructions. Le sujet est ici la lumière, sa capacité de guider l’œil, le mouvement de la vision et le déplacement constant et fluide du regard. Une série de dessins imaginaires, représentant tous 6 objets combinés (une porte, une fenêtre, une table, une corbeille, un miroir, un tapis), utilise les inversions d’échelle, les combinaisons et les emplacements imaginatifs. Cette réflexion sur les espaces susceptibles de les contenir tous les 6, qui est aussi une interrogation sur le contexte, l’amène à se tourner à nouveau vers les BLP.
Les cinq années suivantes, sa production est essentiellement tridimensionnelle. Il ajoute à ses œuvres des BLP très grands.
Dans les années 1980, on remarque une présence prépondérante du miroir, en tant qu’objet-mobilier propre à accueillir les reflets, éventuellement combiné avec d’autres matériaux (Celotex peint, bois, formica).
En 1984 et 1985, il utilise le bois peint et reste très actif. Le dessin occupe une place centrale dans son processus créatif; son œuvre Ohne Titel, 2005, est conservée au Museo Cantonale d'Arte de Lugano.

## Prix et récompenses
En 2007, Richard Artschwager obtient le prix Haftmann, récompense artistique la plus richement dotée en Europe (150 000 Francs suisses, soit 120 000 €), décerné par la Fondation Roswitha Haftmann, une fondation suisse, à un « artiste vivant ayant produit une œuvre de première importance. »